# 탈 (만화)
《탈》(TAL)은 작가 강임이 네이버 만화에서 매주 월요일에 연재하고 있는 웹툰이자 만화이다.

## 설정
최초의 차차웅로드잭이 인간세계를 관찰한 후 만든 것이 차차웅이라는 존재이다. 그는 차차웅의 힘의 균형을 맞추기 위해 9명의 '탈'이란 존재를 차차웅의 기둥으로서 세웠다. 그 탈들에는 백정탈, 이매탈, 부네탈, 할미탈, 선비탈, 각시탈, 초랭이탈, 양반탈, 중탈이 있다. 시간이 지나 2세대의 차차웅에게 왕위자리가 넘어갈 시기가 되었지만 여러 가지 오류가 생긴다. 그 오류는 모든 것이 똑같은 쌍둥이인 차차웅이 태어나거나 차차웅으로 완전히 몸의 구조가 갖춰지지 않아 폭발하는 존재들이 나타나는 것이었다. 이를 바로 잡아야 하지만 제 2대 왕 후보 이매탈이 2년간 행방불명 상태이다.

## 과거 이야기

### 비각과 이매탈
과거의 이매탈을 호기심많고 새로운 것을 좋아했다. 그래서 찾아낸 새로운 존재가 비각이라고 하는 잔악무도한 차차웅이다. 이매탈은 그를 친구라고 생각했지만 비각의 눈에는 그저 자신 앞에서 까불거리는 존재였던 것이다. 잔확한 무차별 학살을 하던 비각은 이매탈의 연인 각시탈(연화)를 공격하게 되어 이매탈과 싸우게 된다. 이매탈은 결국 패하여 죽지만 각시탈의 염원으로 되살아나고 그 대가로 각시탈은 죽는다. 이에 충격받은 이매탈은 평소 인간세계의 유희로 만들어 놓았던 유진이란 인간의 기억속에 자신의 존재와 기억을 묻는다. 그리고 자신의 모든걸 봉인한 채 그는 유진으로서 살아간다.

### 처용과 이그나지오 그리고 신무영
처용은 왕의 업무를 진행하던 중 같은 곳에서 동시에 태어난 쌍둥이 무영과 이그나지오를 발견하게 된다. 처음엔 용마와 능력까지 똑같으리라 생각하지 못했다. 후에 이것이 1세대에서 2세대로 계승되던 중 생긴 오류라는 느낌이 든 처용은 둘 중 하나가 없어져야 한다고 생각한다. 그래서 산에서 살던 둘 중 무영을 인간이 사는 곳 한가운데에 버린다. 이의 충격으로 무영은 유년기의 기억을 잊고 자식없는 부부에게 입양되어 자란다. 그리고 이그나지오는 비각의 아래서 지내게 된다.

## 등장인물

### 차차웅

#### 유진(이매탈)
본명은 '자윤'으로 이매탈의 기억조작을 통해 만들어진 인물로 초반엔 평범한 고등학생으로 등장한다. 고타야(초반의 이매탈)을 만나며 자신이 왕 후보이고 차차웅이라는 사실을 깨달지만 자격부족을 근거로 거부하고 있었다. 과거에 비각과의 격렬한 싸움때문에 충격으로 유진의 기억속에 묻혀서 본모습을 드러내고 있지 않았다. 하지만 '비각'이라는 인물이 그의 앞에 나타나면서 점차 과거 이매탈일 적의 기억과 능력을 자각해 나간다. 후에 비각의 눈에 인을 새겨넣은 뒤 차차웅의 제 2대 왕이 된다. 그는 살생은 하지 않는 주의이다. 그는 팔이나 다리가 잘려도 재생가능하며 스피드있는 공격과 피를 자유자재로 다루는 능력이 있다.

#### 고타야
이매탈(유진)의 용마로 유진이 이매탈로서 자각하기 전까지 이매탈의 역할을 한다. 다른 용마들과는 다르게 주인(차차웅)과 모습이 똑같고 쓰는 기술과 기운 또한 비슷히다.

#### 신무영(랑)
유진(이매탈)의 친형같은 형으로서 그를 챙겨준다. 유년기의 기억을 잃어 쌍둥이 형제인 '이그나지오'를 기억하지 못하지만 후에 기억을 되찾는다. 과거의 사연으로 처용을 본능적으로 무서워하며 피해다니려고 노력한다. 후에 유진이라는 존재가 없었다는 것과 '은율(백정탈)'의 죽음에 충격에 빠진다. '무영'이란 이름은 그림자가 없다는 뜻이지만 그림자라는 뜻을 가진 용마 '쉐도우'를 지니고 다닌다. 총이 주무기이며 눈이 매우 좋아 둘을 조합하여 공격한다.

#### 백정탈(은율)
이매탈(유진)의 오랜 친구이며 누보다 이매탈에 대해 잘알고 있다. 후에 이매탈을 위해 비각에게 싸움을 걸었다가 죽음을 맞이한다. '백정'이라는 호칭에 알맞게 사람이나 동물이 잘 해체되는 부위를 꿰뚫는 눈을 가졌다. 싸움에 특화된 몸이기 때문에 몸이 튼튼하여 몸에 많은 무리가 가는 기술이 사용이 수월하다. 그 기술로는 '이 내가 바라니 -내 눈앞에 서있는 자 없으리'라고 외치며 일격으로 상대방에게 큰 피해를 주는 기술이 있다.

#### 비각
차차웅 중에서 오래산 축에 속하는 인물로 어린 차차웅들을 구슬려 제 2대 왕후보를 위협한다. 또한, 다른 차차웅이 모르는 것을 많이 알고있는 것처럼 보인다. 현재 차차웅의 공포의 대상인 처용에게도 당당할 정도로 강하다. 하지만 제 1대 왕인 '잭 오 랜턴'에 대해서는 자신보다 강함을 인정한다. 과거에는 왕의 자리에 대한 욕심이 없었지만 왕후보로 지명받으면서 왕의 자리에 대한 욕심을 가져 왕이 되고자 한다. 각시탈(연화), 백정탈(은율)과 같은 이매탈의 소중한 사람들을 죽인다. 그리고 그의 능력에 대해서는 정확히 밝혀지지 않았다.

#### 처용
잭 오 랜턴(로드잭)에게서 길러졌으며 그의 곁에서 왕의 역할을 보좌하는 역할을 하고 있었다. 신무영과 이그나지오를 절벽에서 마주친 후 이 둘을 돌봤었다. 하지만 후에 둘을 감시하는 역할을 하게 된다. 처용은 귀신을 이용하여 인간이나 차차웅에게 환각증상을 유발하거나 기억을 조작한다. 그리고 차차웅의 싸움에 인간이 말려들지 않도록 관리한다. 또한 처용은 차차웅이 죽을 때 저승으로 보내는 역할을 한다. 이매탈(유진)에게 왕위계승에 대한 책임회피의 부당함을 따진다.

#### 이그나지오(호)
신무영과 쌍둥이 형제로 무영과는 다르게 유년기의 기억을 가지고 있는 인물이다. 무영과 같이 처용에게 감시를 당하는 입장이었고 오류를 해결하기 위해 무영을 죽이려고 마음먹지만 끝내 죽이지 못한다. '호'와 '이그나지오'라는 두 가지 인격을 가지고 있다. '호'는 밝과 다정한 반면 '이그나지오'는 망설임 없고 잔혹하고 나폭한 인격이다. 능력이나 사용기술면에서는 무영과 같으며 용마의 이름은 '셰이드'라는 것과 머리색과 홍채의 색만 다르다.

#### 부네탈(아라)
유진(이매탈)의 집에 살고있으며 탈 중에서 힘은 가장 세다. 근데 집안일은 잘한다. 도끼로 사과를 깎기도 하는둥..현재 유진(이매탈)을 좋아하고 있으며 무영을 '장인어른'이라 부른다.

#### 할미탈(하나린)
로드 잭 다음으로 오래 살았다고 알려져 있다. 항상 부네탈을 따라다닌다. 주로 점을 치거나 용마를 통해 멀리 떨어진 대상의 위치를 알아낼 수 있다. 공격할 때는 주로 술식을 사용한다.

#### 초랭이탈(초이)
탈들 중에 제일 장신이며 백정탈(은율)과 오랜 친구이다. 레스토랑에서 일을 하며 인간 중에는 자신이 차차웅임을 레스토랑 사장 할아버지에게만 털어놓았다. 보통 때는 밝고 순하지만 신경을 건드리면 180도 변한다. 주로 빠른 발재간이 특징이여서 발로 하는 공격기술이 많다.

#### 양반탈(천량)
양반이라는 이름답게 차차웅들을 품격에 따라 나누어 각각 다르게 대한다. 하지만 부네탈(아라)에게는 차별없이 품격있게 대한다. 특히 부네탈을 두고 선비탈(새하)에게 대우가 좋지 않다. 산에서 주로 살며 제자양성하는데 집중하고 있다. 후에 이매탈(고타야)의 부탁으로 라온제나와 라온하제를 제자로 받아들인다. 양반탈은 공기의 진동을 이용하여 공격한다. 공격을 시작하면 '종묘제례악'을 행할 때와 비슷한 악사들과 악기들이 등장하고 '드오'라는 말이 떨어지면 연주를 통해 상대를 처치한다.

#### 중탈(가선)
파계승인 탈로 모든 탈들에게 무시를 당하는 처지이다. 주로 떠돌아 다니며 생활한다. 그는 공격보단 장승을 통해 악귀를 막고 보호막을 치는 역할을 한다.

#### 선비탈(새하)
경상도에서 정착하여 살다가 유진(이매탈)의 진찰을 위해 서울로 올라왔다. 양반탈과는 견원지간이지만 치고받고 싸우지는 않는다. 과거에 '마노'라는 제자가 있었지만 제자가 환자를 죽인 이후로 더 이상 제자를 양성하지 않는다. 선비탈은 주로 의료에 특화된 차차웅으로 전투에는 침으로 상대의 움직을 원활하지 않게 한다.

#### 총각탈(테오)
전해지지 않는 탈로 현세의 방관자이며 자신의 이익을 위해 유진(이매탈)이 제 2대 왕으로 계승하길 바란다. 분리뇌를 사용하여 양손과 눈 그리고 뇌를 분리하여 사용할 수 있다. 이를 통해 다른 차차웅들 보다 빠른 인을 통한 공격이 가능하다.

#### 별채(준)과 떡다리(룬)
총각탈과 마찬가지로 전해지지 않는 탈이다. 총각탈(테오)를 따르는 중. 별채는 다른 차차웅이나 인간의 신체를 그들 자신의 의지와 상관없이 움직이게 할 수 있다. 떡다리의 능력은 아직 밝혀지지 않았다.

#### 주지
이매탈(유진)을 잘따르며 탈춤에서 등장하는 사자의 형상을 하고 있다. 주로 이매탈(유진)을 보조한다.

#### 가문비
비각 밑의 차차웅이며 백정탈(은율)과 과거에 티격태격하며 지내온 동료 사이이나 현재는 견원지간처럼 보인다. 그래도 가문비는 아직도 백정탈에 대한 정을 가지고 있는 것처럼 보인다.

#### 마노
선비탈(새하)의 옛 제자로 비각밑에서 활동하고 있다. 비각의 아래서 의사역할을 하다가 비각의 손에서 벗어날 수 없다는 공포감에 자살하고 만다.

#### 라온제나와 라온하제
과거 자귀라는 비각의 부하에게 혹사당했지만 유진(이매탈)과 고타야의 도움으로 자귀로부터 해방된다. 후에 고타야(당시의 이매탈)의 도움으로 양반탈의 제자가 된다.

#### 잭 오 랜턴(로드 잭)
제 1대 차차웅의 왕으로 최초의 차차웅이고 서열 1위이다. 그리고 최초의 차차웅으로서 차차웅을 만들고 관리했다. 세월이 지나 수명이 다되어 2세대 왕후보로 이매탈을 지목하지만 거부하여 문제가 생긴다. 이에 대비하여 후자로 비각을 왕후보로 같이 올린다. 로드잭의 본명은 단군신화에 등장하는 '환웅'이다. 매우 살벌한 능력을 가지고 있다.

#### 마루
신무영의 호적상에 아들로 들어가 있는 차차웅으로 귀가 다른 차차웅보다 밝고 줄로 이어진 쌍권총으로 공격을 하며 그 줄로 상대를 꽁꽁 감아 공격하기도 한다.

### 인간

#### 미리내
유진(이매탈)의 고등학교 친구로 유진을 주변에서 챙겨준다.

## 줄거리

### 1부 시즌1(1화~94화)
할머니와 둘이서 삶을 이어나가던 평범한 고등학생 '유진'이 있었다. 어느날 제 1대왕 '잭 오 랜턴(로드 잭)'은 제 2대 왕후보로 유진을 지목한다. 알려지지도 않고 차차웅으로서 자각도 못한이가 왕후보라는 사실에 반발하여 다른 차차웅들이 유진을 공격해온다. 이때 2년동안 행방불명됐던 이매탈이 그를 보호해주고 이매탈에게 자신이 차차웅이고 왕후보란 이야기를 듣게 된다. 이후 신무영도 유진을 습격하고자 하는 이들에 대해 알아보고 예방하고자 한다. 알고보니 제 2대 왕후보를 노리도록 차차웅들을 구슬리고 수많은 차차웅을 죽게한 것이 차차웅 '비각'이었다. 이에 분개한 처용은 그의 처우에 대해 로드 잭에게 항의하지만 받아들여 지지 않는다.
한편 유진의 집에는 백정탈, 부네탈, 할미탈이 살게 된다.
어느날 만월의 밤에 차차웅들은 이상한 기운을 느낀다. 특히, 어떤 여자에게 이상한 기운을 느낀 마루가 무영에게 연락을 한다. 그리고 둘은 그 여자의 몸이 부풀어 폭파하는 모습을 목격한다. 이 시체에 대해 다른 차차웅들도 의구심을 가지게 된다. 반면 비각은 이에 대해 짐작하고 있는 바가 있었다. 바로 아직 차차웅 1세대가 이어지고 있어 2세대들이 이에 적응하지 못하고 제대로 태어나기 전에 죽었다는 것이다. 또한, 그는 로드 잭의 힘도 많이 약해져서 제 2대 왕으로 계승되기 전에 완전하지 못한 2대 차차웅들이 태어난 것이 그 원인이라 이야기한다. 즉, 더 큰 오류가 생기기 전에 유진(이매탈)이 왕을 계승해야 하는 상황인 것이다.
이 외에도 1세대서 2세대로의 계승오류로 인해 태어났다고 추정되는 것이 '신무영'과 '이그나지오'이다. 그 오류는 바로 그들이 능력과 용마가 같은 쌍둥이라는 것이다. 처용은 이를 감시하고 둘 중에 한명이 죽어야 이 오류가 사라진다고 말한다. 백정탈도 이를 이상히 여겨 이매탈에게 이야기하고 이매탈은 혹시나하는 마음에 이그나지오를 제거하고자 한다. 하지만 이매탈은 제거에 실패하고 이그나지오의 동료도 무영을 죽이려하지만 실패하게 된다. 처용과 이그나지오도 1대1로 싸우게 되지만 이루어지지 못한다. 결국 로드 잭의 허가로 둘은 한명이 죽지 않아도 되게 된다. 한편 비각은 살아있는 차차웅으로 인형을 만드는 등 악행을 일삼고 있는다. 그 과정에서 비각에 반항한 가문비는 반죽음을 다한다.
유진(이매탈)은 기묘한 기억들과 함께 각성해가기 시작한다. 각성의 여파로 시력이 나빠져 진찰을 위해 선비탈(새하)가 그의 집에 살게된다. 진찰 결과 유진은 가짜모습이고 진실된 모습을 숨기고 있다는 사실이 밝혀지지만 유진(이매탈)은 부인한다.

### 1부 시즌2(95화~191화)
비각은 계속해서 자신에게 저항하는 차차웅을 차례대로 죽인다. 그 희생양인 가문비는 반죽음을 당해 정신이상이 생긴다. 그리고 옛정이 있던 백정탈앞에서 자살로 끝을 맞이한다. 양반탈의 제자가 된 라온제나와 라온 하제가 인연이 있는 유진을 만나러 내려오자 양반탈(천량)도 그들을 찾으러 왔다가 유진의 집에 머물게 된다. 양반탈은 선비탈(새하)에게 자신이 살던 산 중턱에 고질병에 걸린 차차웅이 있다고 알려준다. 이를 계기로 산에서 과거 자신의 제자였던 마노를 만나게 되고 마노는 비각 아래서 일하는 것이 항상 두렵다며 자살해 버린다.
중탈이 유진을 공격하려는 차차웅들을 차차웅들을 구슬린 존재가 비각이라는 걸 알리려 유진의 집에 찾아온다. 그리고 그동안 살생을 하지 않았던 이매탈이 살인을 했다는 소문이 전해진다. 한편 왕의 계승으로 서둘러 이익을 보려하는 전해지지 않는 탈인 '총각탈','별채와 떡다리'가 나타나 유진 무리를 공격한다. 이 싸움을 흥미롭게 바라보던 비각은 유진이 이매탈이고 지금까지의 이매탈은 그의 용마 '고타야'라는 사실을 알게 된다. 그리고 자신도 왕후보 중 한명이라는 사실을 밝히며 왕이 되고자 이매탈(유진)을 공격한다. 이를 본 백정탈이 가세하지만 목숨을 잃게 되고 유진은 이매탈로서의 능력과 기억을 완전히 자각한다. 결국 이매탈은 자시늬 모든 것을 빼앗아간 비각을 죽인다. 이후에 제 2대왕이 된 이매탈(유진)은 앞으로 2세대 차차웅에게 생겨난 오류를 고치기 위한 정화가 시작된다고 말한다.

## 참고 외부 링크
- 네이버 웹툰 탈(TAL)
- 강임 블로그
- 강임 팬카페